# Relativity Media
A Relativity Media egy amerikai médiavállalat, amelynek székhelye a kaliforniai Beverly Hillsben található, és amelyet 2004-ben alapított Lynwood Spinks és Ryan Kavanaugh. A stúdió 2015. július 30-i csődjéig a harmadik legnagyobb mini-nagyvállalat volt világszerte. Teljes körű filmstúdiója filmeket vásárol, fejleszt, gyárt és forgalmaz. A vállalat partnerei és pénzügyi intézményei 2012 óta 20 milliárd dollárt fektettek be szórakoztatóipari beruházásokra olyan partnerekkel, mint a Citibank, a Merrill Lynch, a Deutsche Bank és egyéb. A Relativity Media a divat, a sport, a digitalizáció és a zene területén is tevékenykedik.
2015. július 30-án a vállalat 11. fejezet szerinti csődeljárást jelentettek be az Egyesült Államok New York déli körzetének bíróságán, miután pereket és elmaradt hitelkifizetéseket követően csődeljárást indított. Ennek eredményeképpen a vállalat elkezdte eladni a korábban felvásárolt filmeket, beleértve; A szüfrazsett, Jane a célkeresztben, The Bronze, Közöttünk az űr, Az idegen, Gyilkos ösztön, Ütközés, Gyerekrablók, Mielőtt felébredek, Állati jó kekszek, A góré és a The Secret Scripture. A szüfrazsettet eladták a Focus Features-nek, aminek következtében Ryan kiszállt a film produceri munkájából, mivel pénzügyi gondjai voltak a cégével, a Jane a célkeresztben a The Weinstein Company-nak, a The Bronze-t a Sony Pictures Classics-nak és a Stage 6 Filmsnek, a Közöttünk az űrt és az Idegent az STX Entertainmentnek, a Gyilkos öszönt a Lionsgate Premiere-nek, az Ütközést az Open Road Filmsnek, a Gyermekrablókat az Aviron Picturesnek, a Mielőtt felébredek-et és az Állati jó kekszeket a Netflixnek, a Górét a Saban Filmsnek, a The Secret Scripture pedig a Vertical Entertainmentnek adták el, az EuropaCorp forgalmazási jogait pedig 2017-ben az STX Entertainmentnek adták át. A vállalat 2016 márciusában kikerült a csődből, de 2018 májusában ismét csődöt jelentett. A stúdió továbbra is nyitva áll, és most az új anyavállalat, az UltraV Holdings üzemelteti.

## Történet
A stúdiót Ryan Kavanaugh és Lynwood Spinks alapította 2004-ben, mint közvetítő céget, amely több filmet tartalmazó megállapodást kötött a stúdiókkal, majd pénzügyi támogatást szervezett a bankokon keresztül. A Relativity Media filmtőkét, produceri elismerést és díjat kapna. Kezdetben a Stark Investments, egy wisconsini székhelyű fedezeti alap finanszírozta a cég egyfilmes üzletágát. 2007-re ezek a befektetők felhagytak a filmfinanszírozási üzletekkel. Az Elliott Management, a Paul Singer által vezetett 16 milliárd dolláros New York-i székhelyű fedezeti alap ekkor kisebbségi részesedést szerzett a vállalatból, valamint hozzáférést kapott mintegy 1 milliárd dollárnyi tőkéhez és egy rulírozó hitelvonalhoz.

## Vállalatok
A Relativity Media hét részleggel rendelkezik: Relativity Studios, Relativity Media Home Entertainment, Relativity International, Relativity Sports, Relativity Digital Studios, Relativity Music és Relativity Education. Négy leányvállalata is van: Rogue, Trigger Street Productions, Madvine és R2 Entertainment, valamint egy közös vállalat, az R.E.D. (Relativity.EuropaCorp.Distribution).

### Relativity Studios
A Relativity filmgyártó részlege volt az első és ma is a legnagyobb részlege. A Relativity Studios közel 200 filmet gyártott, forgalmazott vagy finanszírozott, amelyek világszerte több mint 17 milliárd dollár bevételt hoztak a kasszáknál, és 60 Oscar-jelölést szereztek.

### Relativity Media Home Entertainment
A Relativity Media Home Entertainment hozzáférést biztosít a Relativity filmjeihez az összes főbb digitális letöltési, Video on Demand és DVD/Blu-ray platformon. A stúdió mozifilmjei mellett a részleg a Relativity partnercégeinek kiválasztott filmjeit is kiadja.

### Relativity Media International
A Relativity Media International felügyeli mind a stúdió saját filmjeinek, mind a harmadik féltől származó filmek globális értékesítését és forgalmazását. Eddig a külföldi jegypénztáraknál körülbelül 1 milliárd dollár bevételt értek el.

### Relativity Sports
A Relativity Sports a világ egyik legnagyobb profi sportügynöksége, amely több mint 300 NBA, NFL és MLB sportolónak nyújt szolgáltatásokat a szerződéstárgyalásoktól kezdve az egyedi film- és televíziós tartalomgyártásig. A Relativity Sports és ügynökei összesen több mint 2,5 milliárd dollár értékű szerződést tárgyaltak ki.

### Relativity Digital Studios
A Relativity Digital Studios egy produkciós és grafikus csapat, amely websorozatokat gyárt, rendez és szerkeszt, valamint speciális effekteket készít. Emellett a részleg internetes személyiségekkel együtt kampányokat készít a Relativity filmek támogatására, és olyan márkás szórakoztató kampányokat fejleszt, amelyek a márkapartnereket és a Relativity releváns részlegeit összekapcsolják.

### Relativity Music Group
A Relativity Music házon belüli zenei felügyeletet biztosít a filmekhez, emellett filmzenéket és filmzenealbumokat ad ki mind a nagy stúdiók, mind a stúdiók és a televíziós hálózatok számára.

### Relativity Education
A Relativity Education számos filmes, média és előadóművészeti programot kínál, a hosszú távú programoktól a nyári foglalkozásokig.